# Clochette et la Créature légendaire
 (novembre 2021).
Série
Clochette et la Fée pirate
(2014)
Pour plus de détails, voir Fiche technique et Distribution.
Clochette et la Créature légendaire (Tinker Bell and the Legend of the NeverBeast) est le 132e long-métrage d'animation des studios Disney. Réalisé par Steve Loter et sorti en 2014, il fait partie de la franchise Disney Fairies et suit Clochette et la Fée pirate (2014).

## Synopsis
Lorsqu'une mystérieuse comète verte fait son apparition loin dans le ciel, sa lueur verte scintillante éclaire la vallée des fées et même les endroits les plus sombres des ténèbres obscures... Le réveil d'une créature légendaire grâce à la lueur de la comète provoquera de nouvelles explorations pour Clochette et ses amies. Noa, la fée des animaux ne reculera devant rien et mènera son enquête pour percer son secret et prouver que cette créature est celle de la légende. Une bête énorme et de grands yeux verts scintillants, cette créature est impressionnante et effraie toutes les fées de l'île, mais Noa, en bonne fée des animaux, trouvera un cœur d'or malgré l'effrayante apparence que cette dernière provoque. Noa essayera, par tous les moyens de convaincre Clochette et ses amies afin de parvenir à la sauver avant qu'il ne soit trop tard et éviter une fin fatidique à cette créature légendaire...

## Fiche technique
- Titre original : Tinker Bell and the Legend of the NeverBeast
- Titre français : Clochette et la Créature légendaire
- Réalisation : Steve Loter
- Scénario : Tom Rogers, Robert « Bob » Schooley, Mark McCorkle et Kate Kondell
- Producteur : Makul Wigert
- Société de production : DisneyToon Studios et Prana Studios
- Société de distribution : Walt Disney Entertainment et Buena Vista Pictures Distribution ; Walt Disney Pictures Canada (Québec et le reste du Canada seulement)
- Pays de production :  États-Unis
- Langue originale : anglais
- Genre : Animation, aventure et fantasy
- Durée : 76 minutes
- Dates de sortie :  
  - Royaume-Uni : 12 décembre 2014
  - France : 8 avril 2015
- Dates de sortie DVD : 
  - États-Unis et Canada Québec) : 3 mars 2015

## Distribution

### Voix originales
- Mae Whitman : la fée Clochette (Tinker Bell)
- Ginnifer Goodwin : Noa (Fawn)
- Rosario Dawson : Nyx
- Lucy Liu : Ondine (Silvermist)
- Pamela Adlon : Vidia
- Raven-Symoné : Iridessa
- Megan Hilty : Rosélia (Rosetta)
- Danai Gurira (U.S.) ; Mel B (U.K.) : Fury, fée éclaireuse
- Chloe Bennet : Chase, fée éclaireuse
- Thomas Lennon : Scribouille (Scribble)
- Jeff Crowin : Buck, fée des animaux
- Olivia Holt : Morgan, fée des animaux
- Kari Wahlgren : Robin
- Anjelica Huston : la reine Clarion
- Grey Griffin : narrateur
- KT Tunstall : soliste

### Voix françaises
- Lorie : Clochette
- Anna Ramade : Noa
- Alizée : Nyx
- Marieke Bouillette : Ondine
- Élisabeth Ventura : Vidia
- Edwige Lemoine : Rosélia
- Ariane Aggiage : Iridessa
- Lydia Cherton : Fury [1]
- Caroline Victoria : Chase
- Hervé Grull : Scribouille
- Pierre-Henry Prunel : Buck
- Maryne Bertieaux : Morgan
- Arnaud Laurent : Robin
- Marie-Frédérique Habert : la reine Clarion
- Juliette Degenne : Narratrice
- Méry Lanzafame : soliste

Source 

## Chansons du film
- Je vole (Float) - soliste
- Quelle joie (Strange Sight) - soliste
- Quelle joie (Strange Sight) (reprise) - soliste
- 1000 Years (générique de fin) - Bleu et KT Tunstall

## Sortie
En Amérique du Nord, le film est sorti directement en vidéo. Le coffret DVD et Blu-Ray sorti le 3 mars 2015 au Canada et aux États-Unis contient le doublage de France, aucun doublage n'ayant été réalisé au Québec pour ce film, comme pour le reste de la série.